# Tipula salicina
Tipula salicina är en tvåvingeart som först beskrevs av Franz Paula von Schrank 1781.  Tipula salicina ingår i släktet Tipula och familjen gallmyggor.
Artens utbredningsområde är Österrike. Inga underarter finns listade i Catalogue of Life.